# Tine Eerlingen
Tine Eerlingen (Gent, 24 mei 1976) is een Belgisch Vlaams-nationalistisch politica voor de N-VA. 

## Levensloop
Tine Eerlingen studeerde in 2000 af als burgerlijk ingenieur-architect aan de Katholieke Universiteit Leuven waar ze ook nadien, na een tijd een functie bij een architectenbureau uitgevoerd te hebben, van 2003 tot 2009 actief was als ingenieur-architect bij de nieuwbouwdivisie van de universiteit. 
Ze zetelde van 2000 tot 2003 voor de Volksunie en later de N-VA in de gemeenteraad van Herent. Na haar verhuis naar Heverlee werd ze actief bij de N-VA-afdeling van de stad Leuven. Van 2008 tot 2012 zetelde ze in de raad van bestuur van het Autonoom Gemeentebedrijf Stadsontwikkeling van de stad en in oktober 2012 werd ze verkozen tot gemeenteraadslid van Leuven, een functie die ze uitoefende tot ze in januari 2021 naar Oud-Heverlee verhuisde. Bij de gemeenteraadsverkiezingen van oktober 2024 werd ze er verkozen als gemeenteraadslid en werd ze door haar partij in december 2024 voorgedragen als schepen van Welzijn, Cultuur, Erfgoed, Toerisme en Dierenwelzijn en voorzitter van het Bijzonder comité voor de sociale dienst.  Sinds december 2018 zetelt Eerlingen eveneens als provincieraadslid van Vlaams-Brabant.
Bij de rechtstreekse Vlaamse verkiezingen van 7 juni 2009 werd ze verkozen in de kieskring Vlaams-Brabant. Ze bleef Vlaams Parlementslid tot eind mei 2014 en was actief als lid van de Commissie voor Landbouw, Visserij en Plattelandsbeleid (2009-2014) en de commissie voor Leefmilieu, Natuur, Ruimtelijke Ordening en Onroerend Erfgoed (2010-2014). Bij de verkiezingen van mei 2014 was ze niet langer kandidaat, om meer tijd vrij te maken voor haar gezin en zich toe te leggen op de lokale politiek.
Na haar parlementaire loopbaan werkte Eerlingen van 2014 tot 2016 als projectmanager aan de KU Leuven en nadien was ze van 2016 tot 2019 zelfstandig architect. Sinds 2019 werkt ze voor de gemeente Herent, van 2019 tot 2021 als procesbeheerder en sinds 2021 als beleidsmedewerker voor organisatiebeheersing en beleidsondersteuning.
Ze is gehuwd en moeder van een dochter.